# Toleman
 Toleman Motosport  va ser un equip de cotxes de competició britànic que va arribar a disputar curses a la Fórmula 1.
L'equip va ser fundat per Ted Toleman l'any 1970 i va anar pujant categories fins a arribar a la F1.
Va debutar de la mà de l'escuderia Toleman a la quarta cursa de la temporada 1981, al GP de San Marino disputat al circuit d'Imola el 3 de maig del 1981.
L'equip va prendre part a un total de setanta Grans Premis disputats en cinc temporades consecutives (1981 - 1985), aconseguint una segona posició com millor classificació en una cursa (amb 3 podis) i assolint seixanta-tres punts pel campionat del món de constructors.
Amb l'escuderia Toleman va debutar a la F1 Ayrton Senna.
L'equip va ser adquirit l'any 1985 per la companyia Benetton.

## Resum
| Curses: | Victòries: | Pòdiums: | Poles: | Voltes ràpides: | Punts: |
| ------- | ---------- | -------- | ------ | --------------- | ------ |
| 70 (57) | 0          | 3        | 1      | 2               | 63     |